# Tumulus Augustine
Pour les articles homonymes, voir Tumulus et Augustine.
Le tumulus Augustine est un tumulus paléoindien, situé à Metepenagiag, au Nouveau-Brunswick (Canada), et classé lieu historique national. Il est situé sur la rive gauche (nord) de la petite rivière Miramichi Nord-Ouest, à 700 m à l'est du site Oxbow ainsi que du parc Héritage, où un musée met en valeur la culture et l'histoire des Micmacs de Metepenagiag.

## Historique
Les premières fouilles archéologiques ont eu lieu en 1975 et 1976, mais le centre du tumulus avait été endommagé peu avant les fouilles.

## Datation
Le tumulus a été construit vers l'an 500 av. J.-C. et est associé à la culture Adena, issue de la vallée de la rivière Ohio. Certains matériaux proviennent d'ailleurs de cette région.

## Description
Le tumulus est entouré d'un cercle de 30 m de diamètre. Le tumulus, entouré d'une zone de cérémonies, est situé au centre ; il est peu élevé et sa pente est graduelle. Deux bermes perpendiculaires sont orientés selon les points cardinaux, formant ainsi une croix. Ils mesurent un mètre de large par dix à onze mètres de long, d'une hauteur de 0,5 mètre jusqu'au centre du tumulus. Les bermes sont constitués de matériaux différents du tumulus.
Une partie seulement du tumulus est intacte de nos jours, mais il a encore une importance spirituelle et rituelle pour la population autochtone. 

## Vestiges
Des vestiges humains et des artéfacts y ont été trouvés. Ils sont liés aux artéfacts trouvés dans les couches les plus profondes du site Oxbow.

## Protection
Le tumulus Augustine est devenu un lieu historique national en 1975.